# Hossein Amir-Abdollahian
Hossein Amir-Abdollahian (persiska: حسین امیرعبداللهیان;), född 23 april 1964 i Dāmghān i Semnan, död 19 maj 2024 i Varzaqan i Östazarbaijan, var en iransk politiker och diplomat. Han var Irans utrikesminister från 2021 och fram till sin död. Han var tidigare vice utrikesminister med ansvar för arabiska och afrikanska förbindelser mellan 2011 och 2016.
Amir-Abdollahian dog i en helikopterkrasch tillsammans med Irans president Ebrahim Raisi. Helikoptern försvann 19 maj 2024 i ett bergsområde nordväst om Teheran, nära gränsen mot Azerbajdzjan. Följande dag bekräftades att passagerarna omkommit.